# 34街的奇蹟
《34街的奇蹟》（英語：Miracle on 34th Street，最初在英國上映時叫《溫暖的心》（The Big Heart））是1947年的美國聖誕喜劇電影，由喬治·希頓撰寫和執導，故事依據瓦倫泰·戴維斯的小說改編而成。電影主演是瑪琳·奧哈拉、約翰·佩恩、娜妲麗·華和埃德蒙·格溫。故事發生在感恩節和聖誕節之間的紐約市，情節主要聚焦在百貨公司聲稱他們家的聖誕老人是不是真的聖誕老人。這部電影已經成為常年來大家喜愛的聖誕電影。
本片贏得奧斯卡金像獎最佳男配角獎、最佳故事（瓦倫泰·戴維斯）、最佳改編劇本獎、最佳影片獎，以及獲得最佳影片提名，但輸給《君子協定》。2005年，這部電影由美國國會圖書館因為這部片「文化、歷史和美學上顯著」的原因，選為國家影片登記表。2009年，學院電影資料館（Academy Film Archive）收錄《34街的奇蹟》。
戴維斯撰寫短篇小說版本的故事，由哈考特出版社隨著電影上映時出版。

## 劇情
克里斯·金格勒（埃德蒙·格溫）感到憤慨，因為他發現被指派參加年度梅西感恩節大遊行中扮演耶誕老人的男人（珀西·赫爾頓）還在宿醉。當克里斯向活動總監多麗絲·沃克（瑪琳·奧哈拉）投訴時，多麗絲說服了克里斯，由克里斯取代他的位置。克里斯做得很好，因此被聘請在34街的梅西百貨先驅廣場扮演聖誕老人。
克里斯因為有一位消費者（塞爾瑪·瑞特）在梅西百貨沒有她要的東西而引導她到其他商家。原先她很困惑，但因為克里斯說實話而印象深刻（忽略先前玩具部門總監朱利安·謝勒漢默（菲利普·湯格）的指示），而告知朱利安她已經成為梅西的忠實客戶。

## 外部連結
- 幕後和刪除片段（页面存档备份，存于）
- AllMovie上《Miracle on 34th Street》的资料（英文）
- TCM电影资料库上《Miracle on 34th Street》的资料（英文）
- 互联网电影数据库（IMDb）上《Miracle on 34th Street》的资料（英文）
- 美国电影学会目录上的《Miracle on 34th Street》（英文）